# Фудбалски савез Лесота
Фудбалски савез Леспта (Lesotho Football Association ЛЕФА) је највише фудбалско тело у Лесоту које ради на организовању националног првенства, купа и води бригу о националној репрезентацији.
Савез је основан 1932. У Светску фудбалску федерацију ФИФА примљен је од 1964. када је постао и члан КАФ-а Афричке фудбалске конфедерације. 
Национална лига се игра од 1970. године. Најуспешнији клубови су Матлама и Ројал Лесото. Такмичење за национални куп се игра са прекидима од 1963, а највише трофеја (7) има Матлама из Масера.
Прва међународна утакмица националне репрезентације одиграна је 7. марта 1971. у Лесоту против репрезентације Мадагаскара и изгубила са 2:1. Игра на стадиону Сетсото који прима 20.000 гледалаца. Боје националне селекције су плава и зелена.